# Žalm 36
Žalm 36 („Tak zní vzpurný výrok svévolníka“) je biblický žalm. V překladech, které číslují podle Septuaginty, se jedná o 35. žalm. Žalm je nadepsán těmito slovy: „Pro předního zpěváka. Pro Hospodinova služebníka, Davidův.“ Podle některých vykladačů toto nadepsání znamená, že žalm byl určen k tomu, aby jej při určitých příležitostech odzpívával zkušený zpěvák za přítomnosti krále z Davidova rodu. Tradiční židovský výklad naproti tomu považuje žalmy, které jsou označeny Davidovým jménem, za ty, které sepsal přímo král David. Spis Šimuš Tehilim („Užití Žalmů“), jehož autorem je zřejmě židovský učenec Chaj Ga'on (939–1038), uvádí, že recitace 36. žalmu chrání před špatnými zprávami či zlými zvěstmi.